# جان بوولنجر (مصمم مطبوعات)
جان بوولنجر (بالفرنسية: Jean Boulanger)‏ هو مصمم مطبوعات فرنسي، ولد في 1607 في أميان في فرنسا، وتوفي في 1680 في باريس في فرنسا.